# Station Vrahovice
Železniční zastávka Vrahovice (Nederlands: Spoorweghalte Vrahovice) is een station in het Tsjechische dorp Vrahovice in de gemeente Prostějov. Het station ligt aan spoorlijn 301 (die van Nezamyslice, via Prostějov, naar Olomouc loopt). Het station is onder beheer van de SŽDC en wordt bediend door stoptreinen van de České Dráhy. Sinds 2005 is in het haltegebouw de Spolek za staré Vrahovice (Vereniging voor het oude Vrahovice) gevestigd.
Nezamyslice ↔ Doloplazy ↔ Pivín ↔ Čelčice ↔ Bedihošť ↔ Prostějov hlavní nádraží ↔ Vrahovice ↔ Kraličky ↔ Vrbátky ↔ Blatec ↔ Kožušany ↔ Nemilany ↔ Olomouc-Nové Sady ↔ Olomouc hlavní nádraží